# Марвін Обандо
Марвін Обандо Обандо (ісп. Marvin Obando Obando; нар. 4 квітня 1960, Пальма-Сур, Пунтаренас, Коста-Рика) — костариканський футболіст, захисник та нападник. Відомий своїми виступами за «Ередіано».

## Клубна кар'єра
Народився в місті Пальмар-Сур, провінція Пунтаренас. На професіональному рівні дебютував за «Ередіано» 22 липня 1979 року в поєдинку проти «Пунтаренаса». Першим голом у кар'єрі відзначився 9 вересня 1979 року в воротах «Сан-Хосе». Виступав за клуб з перевами з 1979 по 2000 рік, зіграв 480 матчів та відзначився 48-ма голами. З клубом п'ять разів вигравав національний чемпіонат (у 1979, 1981, 1985, 1987 і 1993 роках). Також виступав за «Сан-Карлос», «Картахінес», «Депортіво Сапрісса», «Турріальба», «Рамоненсе» і «Пунтаренас». Обандо зіграв 685 матчів у чемпіонаті Коста-Ріки, що є найвищим показником серед всіх футболістів.

## Кар'єра в збірній
У березні 1980 року дебютував за збірну Коста-Рики в товариському матчі проти Гондурасу. Брав участь в літніх Олімпійських іграх 1980 і 1984 років. Загалом на турнірах провів шість матчів.
Грав за збірну на чемпіонаті світу 1990 року, який проходив в Італії. Нив вище вказаному турнірі залишався запасним гравцем і зіграв лише одну гру, в матчі 1/8 фіналу проти Чехословаччини, програному 1:4. Марвін став єдиним костариканський футболістом, який зіграв на двох Олімпійських іграх і на чемпіонаті світу.
За збірну Обандо зіграв 51 матч та відзначився 1 голом.
19 січня 1994 він зіграв свій останній міжнародний матч проти збірної Норвегії.

### Голи за збірну
Рахунок та результат збірної Коста-Рики вказано на першому місці.
| №  | Дата           | Місце                                               | Суперник | Рахунок | Результат | Змагання         |
| -- | -------------- | --------------------------------------------------- | -------- | ------- | --------- | ---------------- |
| 1. | 24 червня 1980 | Естадіо Алехандро Морера Сото, Алахуела, Коста-Рика | Куба     |         | 3–0       | Товариський матч |

## Кар'єра тренера
Працює в тренерському штабі клубу Другого дивізіону Коста-Рики «Барріо Мехіко». Також займає посаду тренера в новоствореній футбольній академії «Баффалос» у Коста-Риці. Працює в тандемі з Роберто Кастро.

## Особисте життя
Виховує двох дітей, сина Марвін і дочку Паолу. Марвін-молодший на даний час грає за «Ередію» в Першому дивізіоні Коста-Рики, за яку дебютував у 17-річному віці.